# Endectyon lacazei
Endectyon lacazei är en svampdjursart som först beskrevs av Topsent 1892.  Endectyon lacazei ingår i släktet Endectyon och familjen Raspailiidae. Inga underarter finns listade i Catalogue of Life.